# Attenuation To Crosstalk Ratio

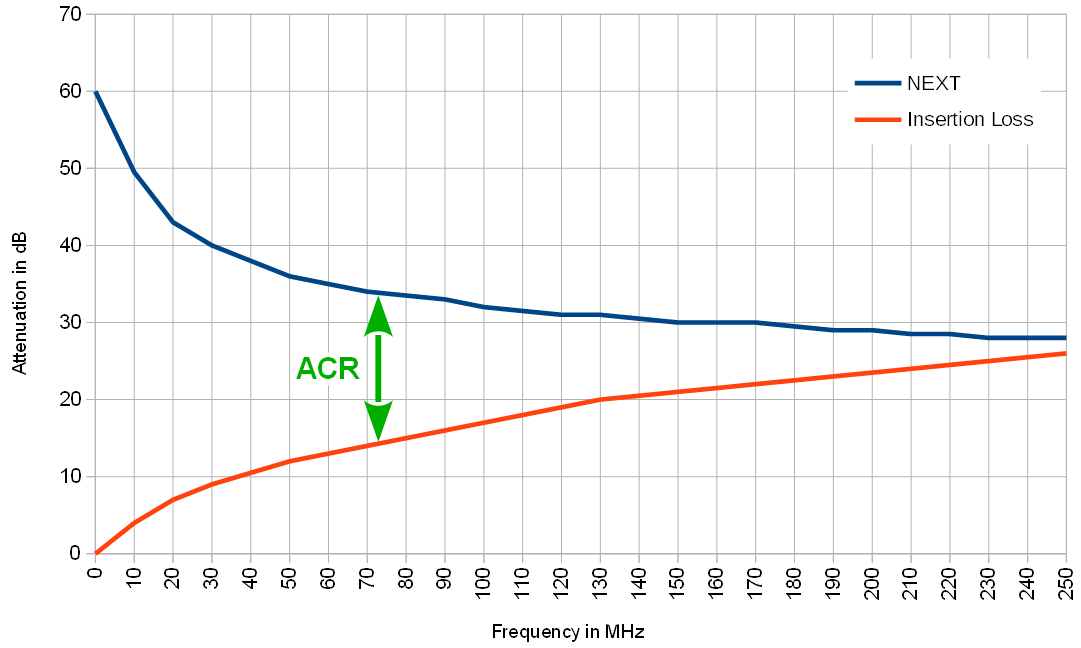
Grafische Darstellung des ACR

Attenuation To Crosstalk Ratio (ACR; deutsch Dämpfungs-Nebensprechdämpfungs-Verhältnis, auch Übersprechdämpfung) ist das Verhältnis von Einfügedämpfung (Insertion Loss) zu Übersprechen (NEXT) einer Übertragungsstrecke in einer strukturierten Verkabelung.
{\displaystyle a_{\text{ACR}}=a_{\text{NEXT}}-a_{\text{InsertionLoss}}}
Der ACR-Wert wird in dB angegeben und drückt die Qualität der Übertragungsstrecke aus. Je höher der Wert, desto höher ist die Qualität der Übertragungsstrecke (bezogen auf die Frequenz).

## Beispielrechnung
Bei einer Übertragungsstrecke mit einem UTP-Kabel beträgt die Einfügedämpfung 19 dB und der NEXT-Wert 82 dB. Dadurch ergibt sich, dass der ACR-Wert 82 dB - 19 dB = 63 dB beträgt.
Eine andere Übertragungsstrecke hat einen ACR-Wert von 50 dB, diese Übertragungsstrecke hat im Vergleich zur zuerst genannten eine schlechtere Qualität, da der ACR-Wert niedriger ist.

## Grenzwerte nach Norm
Kleinste zulässige ACR-Grenzwerte in dB bei klassenspezifischen Frequenzen.
| Klasse nach DIN EN 50173 | 100 MHz | 250 MHz         | 600 MHz         |
| ------------------------ | ------- | --------------- | --------------- |
| Klasse D                 | 11,9    | nicht definiert | nicht definiert |
| Klasse E                 | 23,3    | 4,7             | nicht definiert |
| Klasse F                 | 47,3    | 31,6            | 8,1             |

## Sonstiges
Für die (digitale) Nachrichtentechnik muss gewährleistet sein, dass der ACR innerhalb der zu übertragenden Bandbreite nicht kleiner 0 wird.
Der ACR ist vergleichbar mit dem Geräuschspannungsabstand aus der Telefonie oder jeder anderen Übertragungstechnik.